# Mylantria
Mylantria este un gen de molii din familia Lymantriinae.